# Medelhavskilli
Medelhavskilli (Aphanius fasciatus) är en art fiskar bland de äggläggande tandkarparna. Medelhavskilli är typart för släktet Aphanius, som ingår i familjen Cyprinodontidae.  Inga underarter finns listade i Catalogue of Life.

## Utbredning

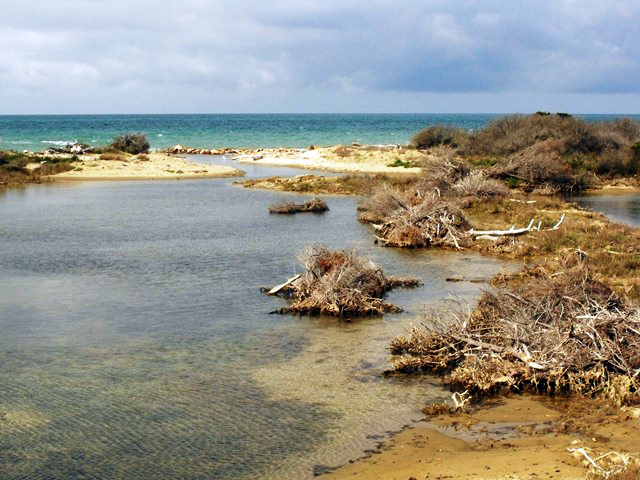
Naturligt habitat för medelhavskillin i Maremma Nationalpark i Toscana i västra Italien.

Arten förekommer naturligt i såväl salt- som sött- och bräckt vatten i Albanien, Algeriet, Bosnien och Hercegovina, Kroatien, Cypern, Egypten, Frankrike, Grekland, Israel, Italien, Libanon, Libyen, Malta, Marocko, Montenegro, Slovenien, Syrien, Tunisien och Turkiet.
Enligt en undersökning från början av 2020-talet når arten fram till Suezkanalen men inte till Röda havet. I deltat av floden Ebro i Spanien finns uppfödningsstationer för arten och några exemplar rymde. De räknas nu som introducerad art. Annars saknas fisken i Spanien.

## Ekologi
Medelhavskilli hittas främst i flodmynningar, laguner, andra vikar och kanaler med bräckt vatten. På Sicilien och i oaser i norra Afrika finns även sötvattenpopulationer. Mängden vatten och salthalten är mycket variabel i fiskens revir. Ungarna blir tidig könsmogna och de växer snabb.

## Hot
I några regioner hotas fisken av vattenföroreningar eller nya dammbyggnader. Hela populationen är stabil eller den minskar måttlig. Internationella naturvårdsunionen (IUCN) kategoriserar arten globalt som livskraftig.